# Christophe Laurent
Christophe Laurent (født 26. juli 1977) er en fransk tidligere professionel cykelrytter.